# Homburg (Szwajcaria)
Homburg – miejscowość i gmina (Politische Gemeinde) w północno-wschodniej Szwajcarii, w kantonie Turgowia, w okręgu (Bezirk) Frauenfeld.

## Demografia
W Homburgu mieszka 1 555 osób. W 2021 roku 8,5% populacji gminy stanowiły osoby urodzone poza Szwajcarią.

## Transport
Przez teren gminy przebiega droga główna nr 467.